# Babel 17
Pour les articles homonymes, voir Babel 17 (groupe) et Babel.
Babel 17 (titre original : Babel-17) est un roman de science-fiction de Samuel R. Delany publié en 1966.
Il a remporté le prix Nebula du meilleur roman 1966.

## Résumé
Depuis des mois, une guerre impitoyable règne entre la Terre, ses colonies unies au sein de l'Alliance, et une race extra-terrestre. La nouvelle arme des envahisseurs est un langage, le Babel 17, qui programme dans l'esprit de celui qui l'apprend une personnalité schizoïde qui le pousse à considérer comme juste tout ce qui, dans cette langue, est qualifié de juste. Ainsi, chaque humain qui a appris le Babel 17, devient-il, en puissance, un traître et un agent de l'ennemi.

Rydra Wong, une poétesse qui a la rare faculté d'apprendre et comprendre rapidement n'importe quelle langue, semble être la seule à pouvoir le décrypter. À cette fin, elle part dans un aventureux voyage dans la Galaxie, à bord de l'astronef Rimbaud.

## Présentation de l'œuvre
On sait peu de chose de Babel 17, hormis qu'il s'agit d'un langage qui transforme ceux qui ne connaissent que lui en combattants redoutables et ne s'embarrassant guère de loyauté ni de scrupules (voir novlangue).
L'enquête finira par donner le fin mot de l'histoire : Babel 17 est conçu pour éliminer totalement la notion de « moi » (voir Hypothèse de Sapir-Whorf). Contrairement à ce que laissent entendre les religions ou philosophies qui prônent l'abolition du « moi », Delany défend l'idée que sans notion de « moi », il ne peut exister d'amélioration personnelle, ni de remords, ni de scrupules, ni de remise en cause des idées. Ce point de vue, publié un an avant l'explosion hippie qui commençait à s'ébaucher, a été considéré comme novateur pour ce contre-pied aux idées du moment.
Cependant le roman n'est pas manichéen ni moralisant. La linguiste n'est pas une intellectuelle ; elle dénoue l'intrigue du roman en se confrontant vaillamment aux forces brutes de l'espace et aux personnages colorés qui animent les confins où règne la piraterie. Le personnage à travers lequel agit le phénomène gravitationnel n'est pas un génie du mal conscient de ce qu'il fait, c'est un psychotique qui produit babel dans un mode semi-muet, à travers  des interjections torturées qui modifient l'espace-temps au diapason d'une psyché cataclysmique émouvante.

## Traduction
Le roman est paru en français chez Calmann-Lévy, dans une traduction de Mimi Perrin.